# Furnée & Co.

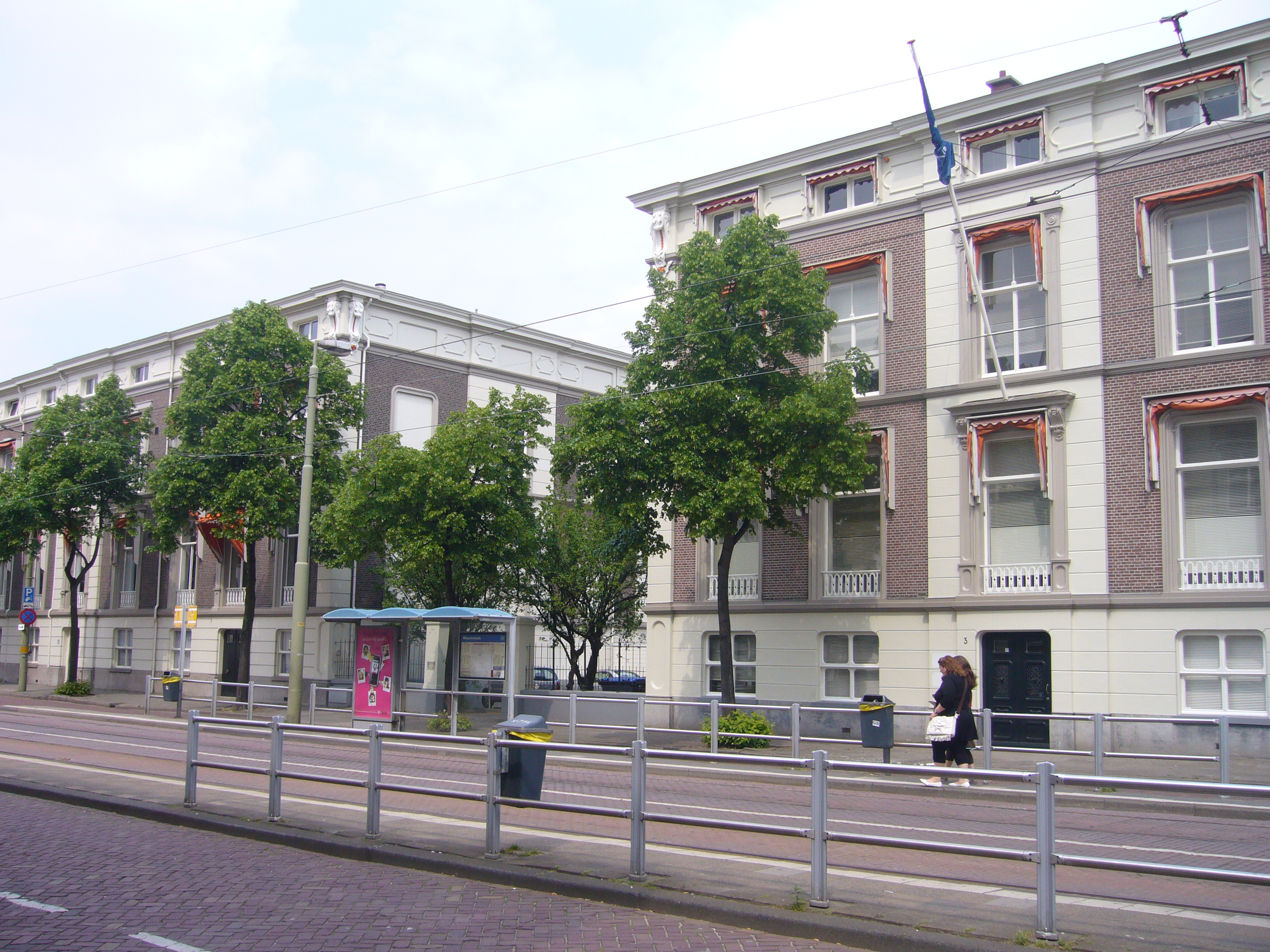
Voormalig kantoor in de Alexanderstraat

Furnée & Co. was een bankier in de Alexanderstraat in Den Haag.
Bankierskantoor Furnée & Co. werd in 1867 opgericht door Willem Jan Hendrik Furnée (1838-1917), die tot 1911 aan het hoofd van de firma bleef staan. Furnée was in 1903 een van de mede-oprichters van de Vereeniging voor de Geld- en Effectenhandel te ’s-Gravenhage. In 1920 werden de zaken voortgezet door de N.V. Bankierskantoor Furnee en Co. In 1959 werd een belangengemeenschap opgezet met Pierson, Heldring & Pierson. In 1973 werden de activiteiten voortgezet door Pierson, Heldring & Pierson .

## Band met het Koningshuis
In 1882 werd de bank “Bankier van de koning” genoemd en een halve eeuw later trad zij op als bankier voor het huwelijkscadeau  voor prinses Juliana. Ook werd minstens drie maal een directeur benoemd tot officier in de huisorde van Oranje.